# Bonadelle Ranchos-Madera Ranchos, Kalifornien
Bonadelle Ranchos-Madera Ranchos är en ort (CDP) i Madera County, i delstaten Kalifornien, USA. Enligt United States Census Bureau har orten en folkmängd på 8 569 invånare (2010) och en landarea på 30 km².